# Márton Áron Társaság
Márton Áron Társaság (MÁT) az egyik első civil szervezet, amely még a rendszerváltás előtt a keresztény értékrend képviseletéért jött létre. Nevét Márton Áron erdélyi püspökről kapta, akinek szellemi örökségét is hívatott őrizni a társaság. A MÁT nem titkolt célkitűzése egy kereszténydemokrata elveket valló párt megszervezése is volt.

## A Társaságról

### A névadó öröksége
Márton Áron erdélyi püspök több szempontból példaadó életet élt a keresztény közösségek számára. A diktatúrák idején mindvégig kiállt az üldözöttek védelmében és hitét soha nem tagadta meg. A teológiai és társadalmi elvei egybeestek az egyház társadalmi tanításával, és megelőzte a II. vatikáni zsinat szellemiségét.

### A MÁT célkitűzései
Az erdélyi püspök örökségének ápolásán túl számos más céllal alapult meg a közösség. A két világháború közötti Katolikus Szociális Népmozgalomhoz hasonlóan a MÁT a társadalom erjesztője kívánt lenni. Az alapítóknak meghatározó szándéka volt a keresztényszocialista és kereszténydemokrata elvek terjesztése valamint a keresztény állameszme bemutatása. 40 éven keresztül nem lehetett alternatívát felmutatni a marxista világnézettel szemben. A Rákosi- és a Kádár-rendszerben nem volt mód arra, hogy az egyház társadalmi tanításáról nagyobb közösség előtt szó eshessen, a Társaság ezt az űrt kívánta betölteni. Keresztény alapokon álló világnézeti továbbképző fórum és szellemi műhely akart lenni azon keresztény vallású állampolgárok számára, akik a közélet iránt is érdeklődtek. A fő cél tehát az volt, hogy a rendszerváltás éveiben megnyiló lehetőséggel élve a keresztény és keresztyén lakosságot a közéleti szerepvállalása bátorítsa és felkészítse. Kezdetektől nem titkolt szándékkal a MÁT keretein belül elő akarták készíteni a talajt egy kereszténydemokrata párt megalakítására (a Demokrata Néppárt újraalakítására). A Társasághoz való csatlakozás azonban nem járt azzal a feltétellel, hogy a leendő párthoz is el kellett volna köteleződnie a belépőnek. A MÁT kezdetektől vállalta nyíltan interkonfesszionális jellegét.

### Az alapítók
Egykori DNP-s politikusok, valamint keresztény világnézetű értelmiségiek voltak a MÁT alapítói – többük erdélyi kötődésének is köszönhető a Társaság névválasztása. Elnöknek Keresztes Sándort választották meg, aki hajdan személyes jó kapcsolatot is ápolt az erdélyi püspökkel. Az alelnök – hitet téve a szervezet ökumenikussága mellett – a református vallású Szesztay András szociológus lett. Titkár: Giczy György teológus, az Új Ember újságírója, gazdasági vezető: Soós Károly kánonjogász. A Társaság elnökségét és a szeniorok tanácsát olyan keresztény és keresztyén értelmiségiek alkották, akik már komoly szellemi és közéleti munkásságot mondhattak magukénak. Az elnökség tagsága: Bibó István művészettörténész (Bibó István államminiszter fia), Bittsánszky Géza közgazdász, Czakó Gábor újságíró és Entz Géza Antal művészettörténész. A szeniorok tanácsát alkotta: Entz Géza művészettörténész (Entz Géza Antal édesapja), Györffy György történész és Szentágothai János agykutató. Tiszteletbeli tagoknak választották továbbá: Domokos Pál Péter néprajzkutatót és Vita Sándor közgazdászt.
Fontos megemlíteni a MÁT tagságából további személyeket is, akik ugyan tisztséget a szervezetben nem vállaltak, azonban annak tevékenységéhez hozzájárultak, és a korabeli politikai környezet ismert szereplői voltak (vagy lettek): Andrásfalvy Bertalan néprajzkutató, Antall József történész, Hetényi Varga Károly író, Kovács K. Zoltán, a DNP egykori országgyűlési képviselője és Sólyom László jogtudós.
Mint ismeretes, a felsorolt személyek jó része a korabeli ellenzéki szervezkedés és a Magyar Demokrata Fórumhoz is kötődtek, az első szabadon választott kormányban és a megalakult új, állami intézményekben többen szerepet kaptak.

## A Társaság története

### A rendszerváltás idején
A Márton Áron Társaság 1988. december 3-án alakult meg az Üllői úti Örökimádás-templom tanácstermében. Mivel az egyesületek létrehozásának liberalizálásáról szóló törvény csak 1989 januárjában született meg, ezért a MÁT – a Nagycsaládosok Országos Egyesületéhez hasonlóan – a Hazafias Népfront szervezetén belül jött létre, így az akkori állampárttól valamelyest függetlenül működhetett. Ezt a lehetőséget, a tagságot ugyan nem vállaló, de mind a NOE, mind a MÁT megalapításában fontos szerepet játszó Pozsgay Imre, a HNF főtitkára vetette föl.
A Társaság tagsága a Kádár-rendszer második felében megalakult baráti társaságokból állt össze. Ilyen volt a Magyar Katolikus Püspöki Kar Laikusok Tanácsa, a Keresztény Ökumenikus Baráti Társaság, a Keresztény-Marxista Párbeszéd Társasága, valamint – a már említett – Nagycsaládosok Országos Egyesülete.
1989. március 11-én tartották az első, komoly sajtónyilvánosságot kapó rendezvényüket. Az alkalmon Márton Áron püspökké szentelésének 50. évfordulójáról emlékeztek meg az Eötvös Loránd Tudományegyetem Egyetem téri épületének dísztermében. Ez a rendezvény volt az egyik első a pártállami diktatúra időszaka után, ahol az egyház – saját maga által vallott értékeit felmutatva – szabadon megjelenhetett (az ünnepségen cserkészcsapat is felvonult). Az élénk sajtófigyelem a rendezvény szimbolikusságán túl a résztvevők személyének volt köszönhető. Az állam részéről ott volt Szűrös Mátyás, az Országgyűlés elnöke, Pozsgay Imre államminiszter, az egyházak képviseletében Dékány András és Várszegi Asztrik esztergom-budapesti püspök és segédpüspök, Gyulay Endre szeged-csanádi megyés püspök, Jelenits István piarista provinciális és Schweitzer József főrabbi. Levélben köszöntötte az egybegyűlteket Dankó László kalocsai érsek, Fáy Gedeon, a németországi magyar reformátusok képviselője, Schőner Alfréd főrabbi valamint Páter Szőke János, a nyugat-németországi magyar katolikusok lelkipásztora.

### Napjainkban
1988 végén 106 fő alakította meg a Társaságot, 1990-ben már 180 fős volt a taglétszám. A működés anyagi fedezetét a megalakulás után az emigráns DNP-s képviselők adományai adták. Kovács K. Zoltán hamarosan egy Márton Áron Found-ot is létrehozott, hogy a támogatások megérkezése gördülékenyebbé váljon. A kelet-közép-európai rendszerváltások után a Társaság fölvette a kapcsolatot a külhoni magyarsággal, különös tekintettel Márton Áron szülőföldjén élő magyarsággal, Erdéllyel. A MÁT, sok más szervezet mellett, támogatást nyújtott a 2010-ben Csíkszentdomokoson (Márton Áron szülőfalujában) a püspök életét bemutató múzeumhoz, melyet a községben 1995 óta létező Márton Áron Egyesület alapított.
Megalakulása óta a kezdeti célkitűzésnek megfelelően számos előadást, konferenciát és rendezvényt szervezett, mellyel az erdélyi püspök örökségét ápolta, és az egyház társadalmi tanításának pontjaira hívta fel a figyelmet.